# Calamaio

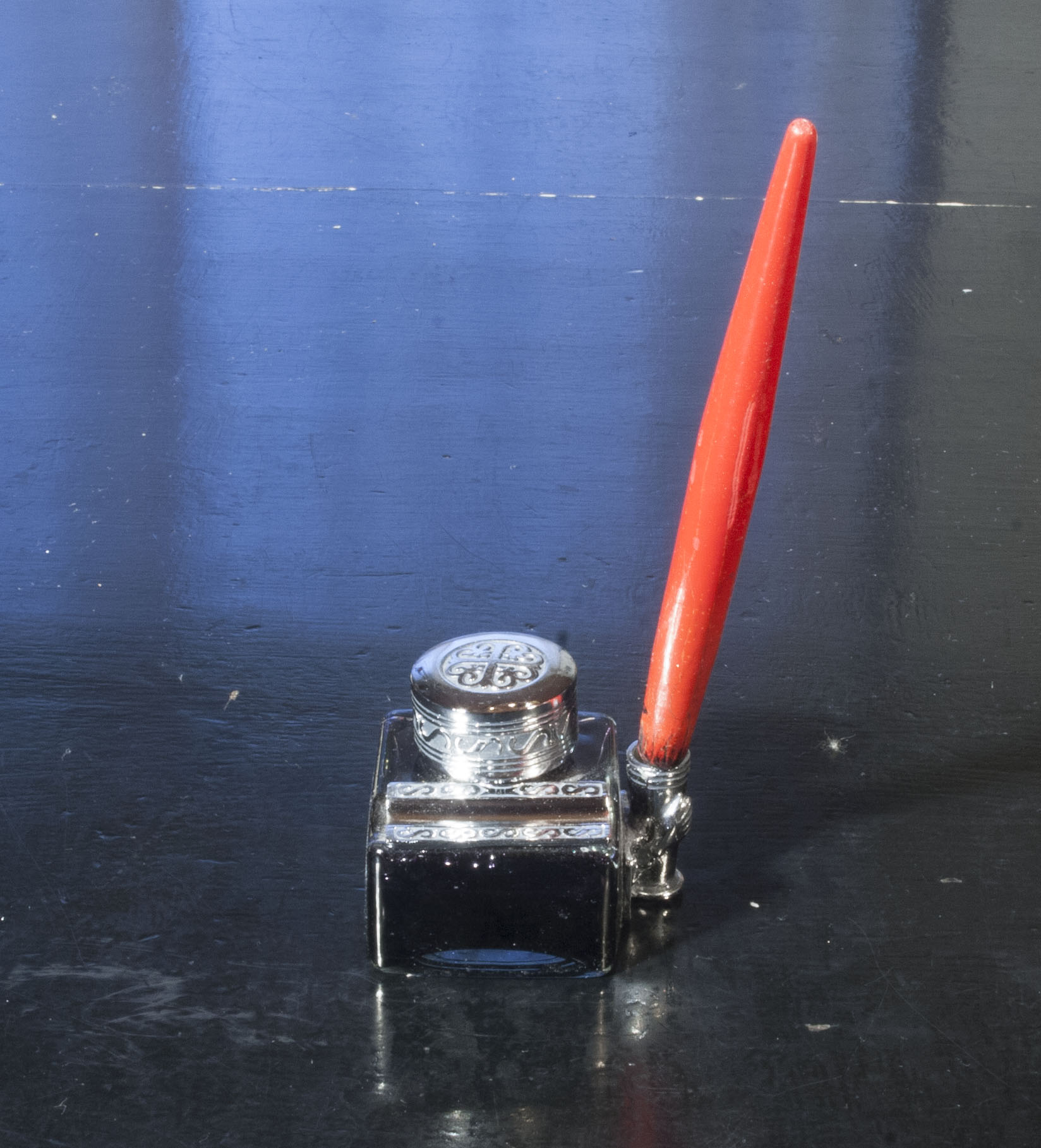
Penna a inchiostro e calamaio

Il calamaio è un piccolo recipiente, spesso di vetro, porcellana, argento, ottone o peltro, usato per contenere l'inchiostro per scrivere.

## Descrizione

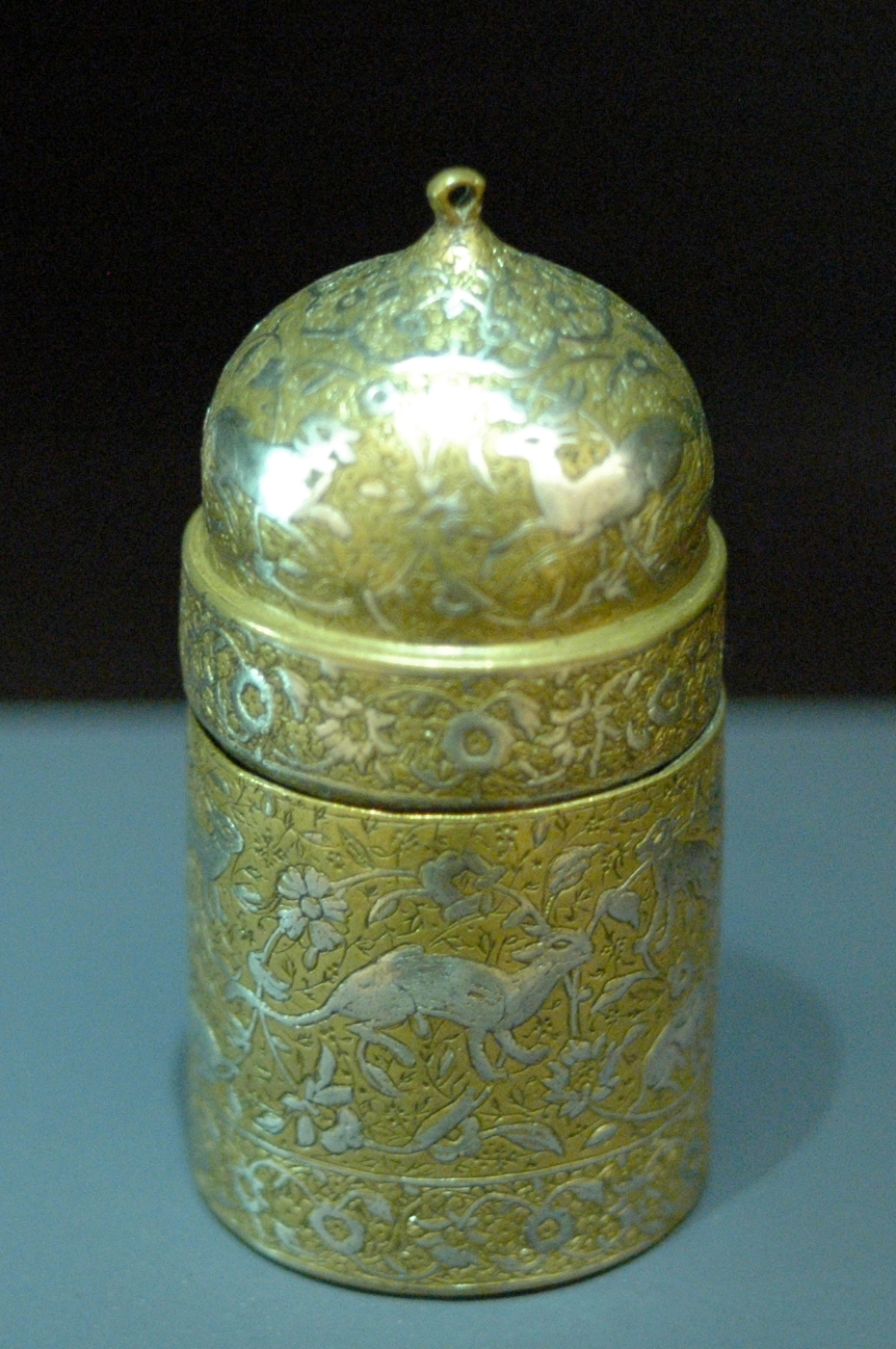
Antico calamaio iraniano di metallo.

Posto vicino alla persona che deve scrivere, contiene l'inchiostro utilizzato per la scrittura per mezzo del calamo o penna rappresentata da un'asticella appuntita o da una estremità di una penna di un grande uccello o da un pennino infisso su di un'asticella.
Il calamaio serve anche per contenere l'inchiostro per riempire le penne stilografiche.
L'inchiostro contenuto nel calamaio è un liquido colorato (spesso nero) con vari pigmenti quali: nerofumo, bacche vegetali, minerali vari, con il quale si tracciano i segni ideografici o sillabici su superfici sottili, di colore chiaro o bianco, quali i papiri, la carta o la pergamena.
Un calamaio spesso ha un coperchio per evitare l'evaporazione, la fuoriuscita accidentale o l'eccessiva esposizione all'aria dell'inchiostro.

## Etimologia
Il nome del calamaio deriva dal greco antico calamos (καλαμος), che era il nome che si dava all'asticella appuntita e alla parte terminale della penna (d'uccello) usati per scrivere e che, come tali, venivano intinti nel calamaio. 
Dallo stesso termine deriva la parola calamita data ai magneti naturali utilizzati per la realizzazione delle prime bussole; ciò era dovuto al fatto che l'ago di dette bussole era appoggiato su di una leggera asticella (appunto un calamo) per farlo galleggiare nell'acqua e così ruotare indicando il nord magnetico. 
Alcuni esperti inoltre sostengono che il termine derivi dal termine copto "kalamrk", ovvero calamaro, animale acquatico ripieno dell'inchiostro tipico dei calamai.